# Sjon & Sjeffrie
Sjon & Sjeffrie (Johnny Ruisch en Jeffrey Erens) is een Nederlands kindermuziekduo.

## Biografie
Ruisch en Erens leerden elkaar begin 2003 kennen in pretpark Six Flags Holland, waar ze allebei werkzaam waren als presentator van de Stuntshow. Erens reisde destijds als diskjockey door het land, waar Ruisch af en toe meeging. Op een personeelsfeest in Bunnik ontstond de Sjon en Sjeffrie Discosjowww: een "foute" discoshow met alleen maar meezinghits waarbij de dj's zelf meezongen. De teksten van de nummers kon het publiek meelezen op een groot televisiescherm. Dit had een zo'n succes dat de heren gevraagd werden op diverse plekken in het land.
In 2005 vroeg attractiepark Walibi Holland Sjon & Sjeffrie om met hun show het evenement "New Years Eve" af te sluiten. Dit was zo'n succes dat zij van 2005 tot en met 2010 deze avonden jaarlijks afsloten met een vuurwerkshow. Zij produceerden ook een kindervariant van de show onder de naam "Sjon & Sjeffrie KidzSpektakel".
Naast de volwassen feestshow en het kidzspektakel verzorgen Sjon & Sjeffrie ook presentaties van grote festivals zoals Legoworld, Pokémon Days en Het Feest van Sinterklaas in Ahoy. Ook hebben zij geprobeerd enkele wereldrecordpogingen te ondernemen, als stoepkrijten, skippyballen, zoenen voor gratis entree en dansen op wielen. In 2009 verbroken de heren het wereldrecord voor het grootste aantal tegelijk dansende en zingende mensen op de Smoove en De Jungle Dans in samenwerking met Ralf Mackenbach.
Vanaf 2009 gingen Sjon & Sjeffrie zich voornamelijk richten op kinderen en families en namen zij hun eerste single op, Lange hete zomer. De single bereikte de 27e plaats in de Nederlandse Single Top 100. Het nummer werd gebruikt als begeleidingsmuziek bij Dansen op Wielen, een recordpoging om in het Guinness Book of Records te komen, waarbij meer dan 250 rolstoelers een choreografie opvoerden. Halverwege 2009 kwamen Sjon & Sjeffrie met hun eigen cd-album Daar word je vrolijk van. Het album werd geproduceerd door Toppers-producent John Marks. De teksten werden geschreven in samenwerking met Harold Verwoert, die ook wel bekend is als Coole Piet.
In oktober 2009 kwamen de heren met hun tweede single, getiteld De verdwenen pakjes, een duet met Coole Piet, die de hoofdrol vertolkt in de nieuwe bioscoopfilm Sinterklaas en de Verdwenen Pakjesboot van Martijn van Nellestijn. Ook Erens had hierin jaarlijks een rol, namelijk die van Postpiet. De tweede single bereikte de 31e plaats in de Nederlandse Single Top 100 en was hiermee de hoogst genoteerde Sinterklaasplaat van 2009.
Eind 2009 schreven, produceerden en presenteerden Sjon & Sjeffrie in opdracht van het Dolfinarium Harderwijk de Dolfijne Sint Show.
In juli 2010 gingen Sjon & Sjeffrie met Djumbo-producent Pieter van Schooten opnieuw de studio in, wat resulteerde in hun derde single, getiteld Skippybal. Skippybal bereikte de 1e plaats in de Nederlandse Feest Top 20 en werd door de Tilburgse Kermis uitgeroepen tot kermishit 2010. In de herfstvakantie van 2010 schreven en presenteerden ze De grote Lego Show voor LEGO World waar ze 30 optredens verzorgden met Djumbo, Brandi Russell en Tessa. Dit was zo'n groot succes dat de heren direct gecontracteerd werden voor een eigen show op LEGO World in 2011.
Op 19 maart 2011 verscheen de vierde single van het duo getiteld Het Cowboylied gaat zo, een cover van het bekende countrylied Ghost Riders in the Sky. Ook deze single bereikte de Top 100 en verscheen op verschillende verzamel-cd's, waaronder Kids Top 20 en De Après Skihut 33.
In november 2011 waren Sjon & Sjeffrie te zien met tien Dolfijne Sint Shows in het Dolfinarium te Harderwijk. Ook waren Sjon & Sjeffrie te zien in Sinterklaas en de gouden Pendule, een regionale tv-serie die op verschillende zenders uitgezonden werd. In de kerstvakantie van 2011 en de eerste week januari 2012 presenteerden Sjon & Sjeffrie hun eerste echte eigen theatervoorstelling wederom in het Dolfinarium te Harderwijk. De show droeg de titel "De Sneeuwstorm", waarbij er een heuse sneeuwstorm werd nagebootst in een theaterzaal door middel van confetti, CO2 en grote ventilatoren. Speciaal voor deze show schreven Sjon & Sjeffrie een nieuw liedje; De Eskimo. Door de vele positieve reacties besloot het duo dit nummer begin 2012 uit te brengen als hun vijfde single.

### Theater
- Sjon & Sjeffrie Discosjowww - New Years Eve Walibi Holland (2005 t/m 2010)
- Lego World Theaterspektakel - Lego World, IJselhallen Zwolle (2010, 2011)
- Dolfijne Sint Shows - Dolfinarium Harderwijk (2009, 2011)
- Djumbo Mega Kids Party, Theatertour (2011)
- Het Sinterklaasfeest - De Scheg, Deventer (2011)
- De Sneeuwstorm Show - Dolfinarium Harderwijk (2011, 2012)

## Trivia
Naast alle activiteiten als duo schrijven en produceren Ruisch en Erens samen verschillende pretparkshows, waaronder Toverfestijn van Merlijn en Rockstars: The Battle voor Walibi Holland en de Droomwens voor het Dolfinarium Harderwijk.
Recent schreven en produceerden de heren "De Toverzolder" voor attractiepark Toverland waar ze eveneens de titelsong "Abracadabra" voor schreven.
Ruisch en Erens kregen in 2013 een internationale prijs voor Dolfijnenshow "Aqua Bella" van Dolfinarium Harderwijk welke bekroond werd met een Brass Ring award; beste dolfijnenshow ter wereld.

## Discografie

### Albums
| Album met eventuele hitnotering(en) in de Nederlandse Album Top 100 | Datum van verschijnen | Datum van binnenkomst | Hoogste positie | Aantal weken | Opmerkingen |
| ------------------------------------------------------------------- | --------------------- | --------------------- | --------------- | ------------ | ----------- |
| Daar word je vrolijk van !                                          | 01-07-2009            | -                     |                 |              |             |

### Singles
| Single met eventuele hitnotering(en) in de Nederlandse Top 40 | Datum van verschijnen | Datum van binnenkomst | Hoogste positie | Aantal weken | Opmerkingen                                    |
| ------------------------------------------------------------- | --------------------- | --------------------- | --------------- | ------------ | ---------------------------------------------- |
| Lange hete zomer                                              | 14-05-2009            | -                     |                 |              | nr. 27 in de Single Top 100                    |
| De verdwenen pakjes                                           | 16-10-2009            | -                     |                 |              | met Diego / nr. 31 in de Single Top 100        |
| Skippybal                                                     | 16-07-2010            | -                     |                 |              | nr. 57 in de Single Top 100                    |
| Het cowboylied gaat zo...                                     | 19-03-2011            | -                     |                 |              | nr. 75 in de Single Top 100                    |
| Want Sinterklaas is weer in Nederland                         | 12-11-2011            | -                     | -               | -            | Feat. Diego / #1 in de Sinterklaasradio Top 20 |
| De Eskimo                                                     | 09-01-2012            | -                     | -               | -            | Soundtrack SneeuwstormShow                     |